# Мост через шлюз Новосибирской ГЭС
Мост через шлюз Новосибирской ГЭС — мост, соединяющий берега Большой протоки (канала Новосибирского судоходного шлюза) в Советском районе Новосибирска.

## Расположение
Мост соединяет микрорайон Правые Чёмы («микрорайон Шлюз») с небольшим участком Советского района между рекой Обью и каналом судоходного шлюза. Сам шлюз, давший название микрорайону, соединяет Новосибирское водохранилище с участком Оби между водохранилищем и центром города, пропуская суда в обход плотины ГЭС.
Восточный конец моста упирается в «кольцо» микрорайона Шлюз — участок с круговым движением до Шлюзовой и Русской улиц и крупный транспортный узел, с которого идёт общественный транспорт до левого берега Оби, Академгородка и центра города.
Не следует путать этот мост с более длинным мостом через плотину ГЭС, пересекающим Обь в месте её вытекания из Новосибирского водохранилища. Транспорт, идущий между левым и правым берегами Оби в Советском районе, неизбежно пройдёт через оба моста.

## История
Мост заменил существующую переправу через камеру шлюза (протока Большая). До 2007 года действовал старый мост, ныне разобранный. Опоры старого моста сохранились непосредственно рядом с новым, что позволяет в случае необходимости восстановить его и увеличить пропускную способность этого участка дороги.
Новый мост сдан в эксплуатацию 27 декабря 2007 года. Стоимость строительства 280 млн рублей.
Проект разработан ОАО «Сибгипротранс».
Особенности проекта и мостаНа мосту установлены сетки, ограждающие пешеходные дорожки с внешней стороны. Это связано с тем, что шлюз является режимным объектом.
ПерспективыВ рамках II очереди реконструкции мостового перехода через шлюз ГЭС в 2008 году разобраны пролётные строения старого моста, но восстановительные работы так и не были начаты.